# Philippe Amaury
Philippe Amaury (* 6. März 1940 im Département Oise; † 23. Mai 2006) war ein französischer Verleger und einer der einflussreichsten Unternehmer in der französischen Wirtschaft. 

## Leben und Werk
Amaury war der Sohn des Verlegers Emilien Amaury, der 1944 unmittelbar nach der Befreiung vom Faschismus die Tageszeitung «Parisien libéré» gegründet hatte. Amaury fils studierte Politische Wissenschaften und wurde in Rechtswissenschaften promoviert. Zum Nachfolger hatte allerdings sein Vater nicht ihn, sondern die Tochter Francine vorgesehen. Nach einem tödlichen Reitunfall 1977 entspann sich zwischen den beiden Geschwistern eine juristische Auseinandersetzung, die erst 1983 mit einem einvernehmlichen Vergleich beendet werden konnte. Während Philippe Amaury Zeitungen wie die Sportzeitung L’Équipe und die Boulevardzeitung Le Parisien übernahm, leitete Francine Amaury die Magazine wie «Marie-France», «Point de Vue Images du Monde» und wurde auch für die Öffentlichkeitsarbeit verantwortlich.

### «Le Parisien»
Der «Parisien» hatte von 1975 bis 1977 einen selbstzerstörerischen Konflikt mit der kommunistischen Gewerkschaft CGT durchlitten, was seine Auflage von 700.000 auf 300.000 Exemplare fallen ließ. Amaury père wollte das Monopol der CGT brechen, was beinahe mit einer Katastrophe für sein Leitmedium geendet hätte. Ab 1983 korrigierte dann Philippe Amaury das negative Image des «Parisien», dem bis dahin  fremdenfeindliche Tendenzen und eine aggressive Leitartikellinie vorgeworfen wurden. Mit den Redakteuren Martin Desprez und Jean-Pierre Courcol wandelte Amaury den «Parisien» zu einer populären Qualitätszeitung um.
Die Defizite des «Parisien» konnten durch die Gewinne von «L’Équipe» kompensiert werden, die in den Jahren 1980 bis 1990 sehr rentabel geworden ist. Mit 355.000 Exemplaren ist «L’Équipe» (2006) die meistverkaufte Tageszeitung Frankreichs vor Le Monde (Le Parisien: 338.000 im Jahre 2005). Ein erneuter Konflikt mit der CGT von 2000 bis 2001 führte zu einem neuen Zustellungssystem für den «Parisien».

### Sportpublikationen
Weitere Blätter kamen zur Éditions Philippe Amaury (EPA) oder kurz groupe Amaury hinzu: «L'Écho républicain», «L’Équipe magazine», «France Football» und «Vélo Magazine». 1992 gründete Amaury die Gesellschaft Amaury Sport Organisation (ASO), mit der er die Tour de France, die Rallye Paris-Dakar und andere Sportveranstaltungen organisierte. Amaury hielt über die Tochtergesellschaft Hachette Filipacchi Médias (HFM) 25 Prozent der Anteile von Lagardère Média des Medien- und Rüstungskonzerns Groupe Lagardère, was ihn zu einem der reichsten Franzosen machte. Der Jahresumsatz der Gruppe Amaury betrug im Jahre 2004 620 Mio. €, ihr Wert wurde 2006 auf eine Milliarde € geschätzt. Als finanzielles Debakel erwies sich jedoch der Kauf des Freizeitparks Futuroscope bei Poitiers im Jahre 2000, nach drei Jahren musste er diesen mit einem Verlust von 35 Mio. Euro wieder verkaufen. Infolgedessen hatte sein langjähriger Mitstreiter und Generaldirektor der groupe Amaury Jean-Pierre Courcol seinen Abschied zu nehmen.

### Familie
Als Medienunternehmer verstand er es gleichwohl, sein Privatleben und seine Familie diskret von der Öffentlichkeit abzuschirmen. Obwohl er gleich den meisten Medienunternehmern öffentlichkeitsscheu war und fast keine Interviews gab wie etwa sein deutsches Pendant Leo Kirch, spielte er dennoch eine Schlüsselrolle in der französischen Wirtschaft.
Amaury verstarb im Alter von 66 Jahren nach langem Krebsleiden. Er hinterlässt seine Frau Marie-Odile, Vize-Präsidentin der Éditions Philippe Amaury und die Kinder Aurore (* 1974), Rechtsanwältin bei Mayer, Brown, Rowe & Maw LLP und Direktorin für strategische Studien bei der groupe Amaury und Jean-Étienne (* 1977). Marie-Odile Amaury übernahm am 23. Mai 2006 die Leitung der Pressegruppe, beide Kinder wurden mit Aufgaben in der Geschäftsführung betraut und Martin Desprez leitet als neuer Generaldirektor das operative Geschäft.